# フランシス・コーツ
フランシス・コーツ（Francis Cotes RA、1726年5月20日 – 1770年7月16日）はイギリスの画家である。18世紀のイギリスで人気の高かった肖像画家の一人である。

## 略歴
ロンドンで薬剤師の息子に生まれた。弟のサミュエル・コーツ(Samuel Cotes: 1734–1818)もミニアチュール画家になった。肖像画家のジョージ・ナップトン(George Knapton: 1698–1778) から絵を学んで、父親の店で、画家の仕事を始めた。父親から学んだ薬を配合する技術は、パステル絵具の調合に役立つことになった。
18世紀初めから国際的に有名だった肖像画家、ロザルバ・カッリエーラのパステルによる作品を高く評価していて、はじめパステル画を追求し、より大きい作品を描くために油絵を描くようになった後も、パステルで描くことを続けた。1960年代にコーツの油絵の肖像画が人気があった時もその作品はパステル画のような薄塗りのスタイルであった。コーツの肖像画はアラン・ラムゼー(1713–1784)やジョシュア・レノルズ(1723-1792)といった画家たちと人気を競った。1763年にはロンドンに大きい屋敷を買うことができたほど画家として成功した。1740年代の終わりころから肖像画の衣装は、それを専門とする画家のピーター・トムズ(Peter Toms)が描いた。コーツの作品には版画にされて出版されたものもある。
ジョシュア・レノルズやフランシス・ヘイマンらとともに、1760年代のはじめに、イギリス芸術家協会(Society of Artists of Great Britain)を設立し、1765年には会長になった。この協会を母体に1768年にロイヤル・アカデミー・オブ・アーツが設立され、創立メンバーに選ばれるが、発足の2年後、44歳でリッチモンドで没した。
コーツはパステルの技術をジョン・ラッセル(John Russell: 1745-1806)に教え、ラッセルらは1772年に「Elements of Painting with Crayon」を出版し、コーツの技法を紹介した。

## 作品

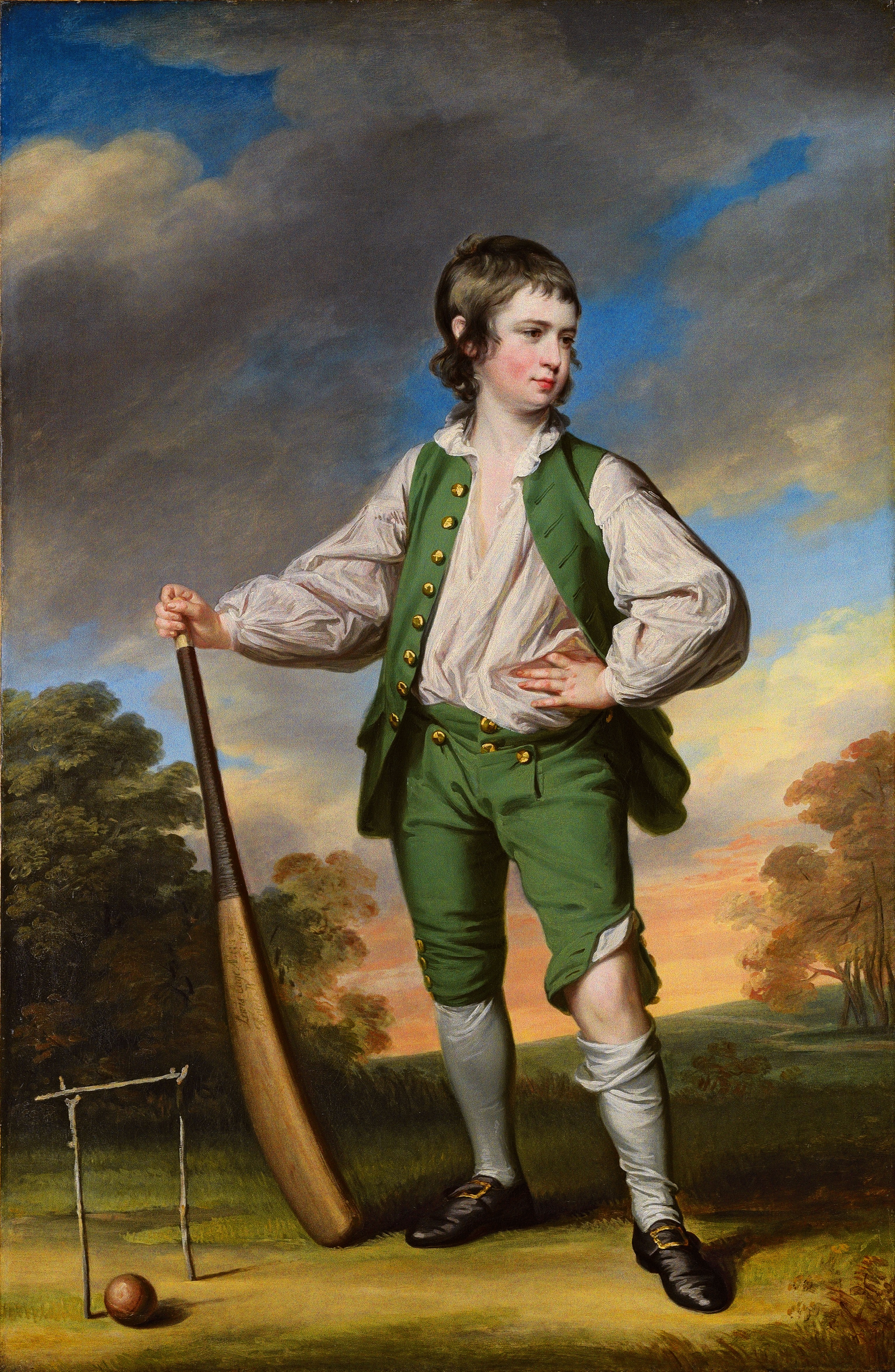
若いクリケット選手 個人蔵
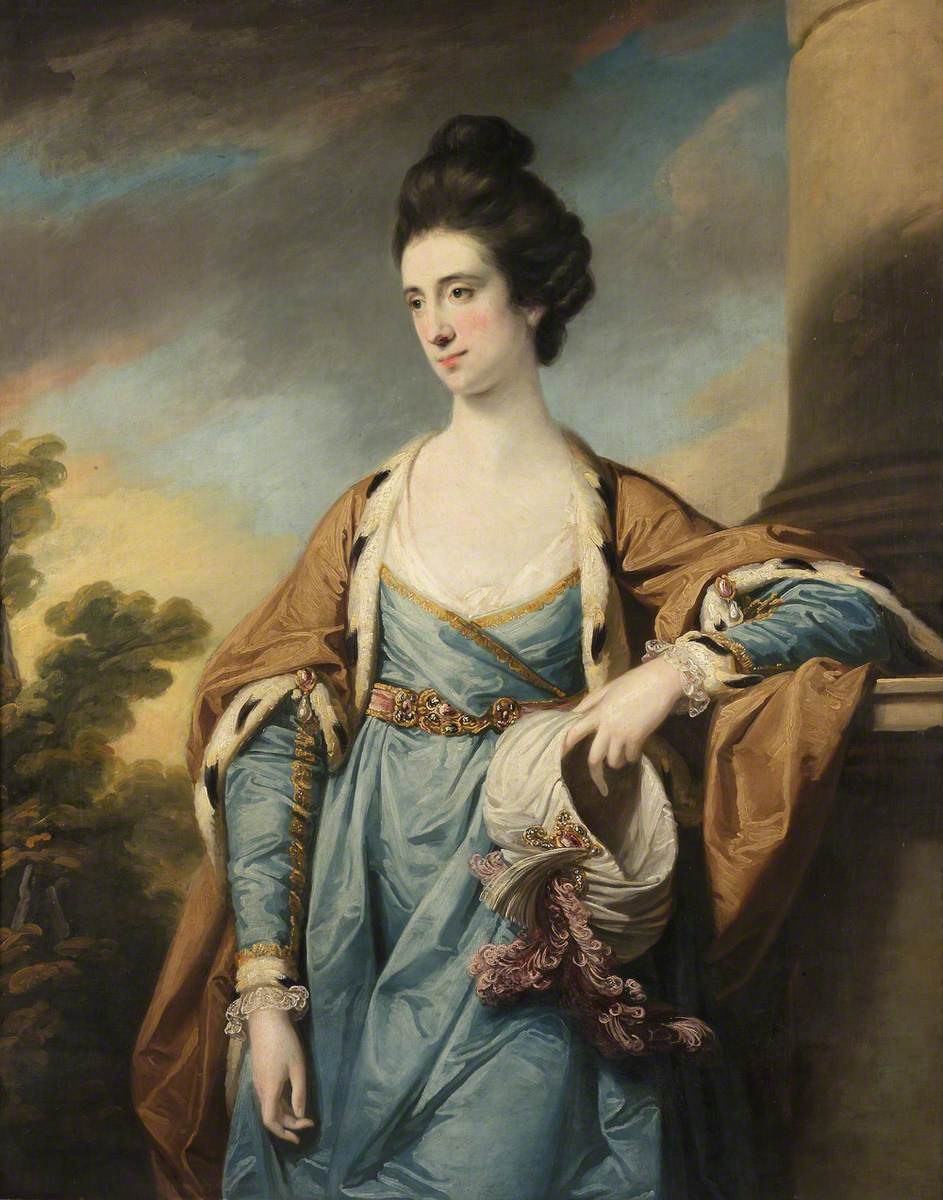
Elizabeth Rushout, Mrs Myddleton ナショナル・トラスト蔵
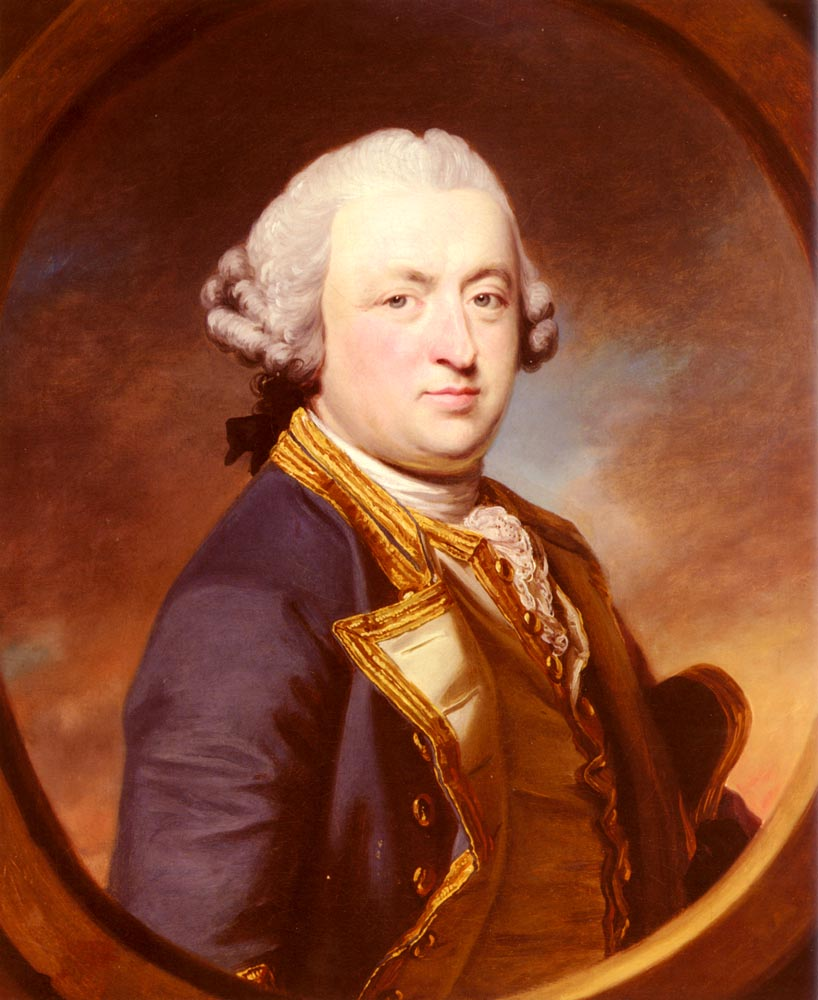
Thomas Craven-海軍提督
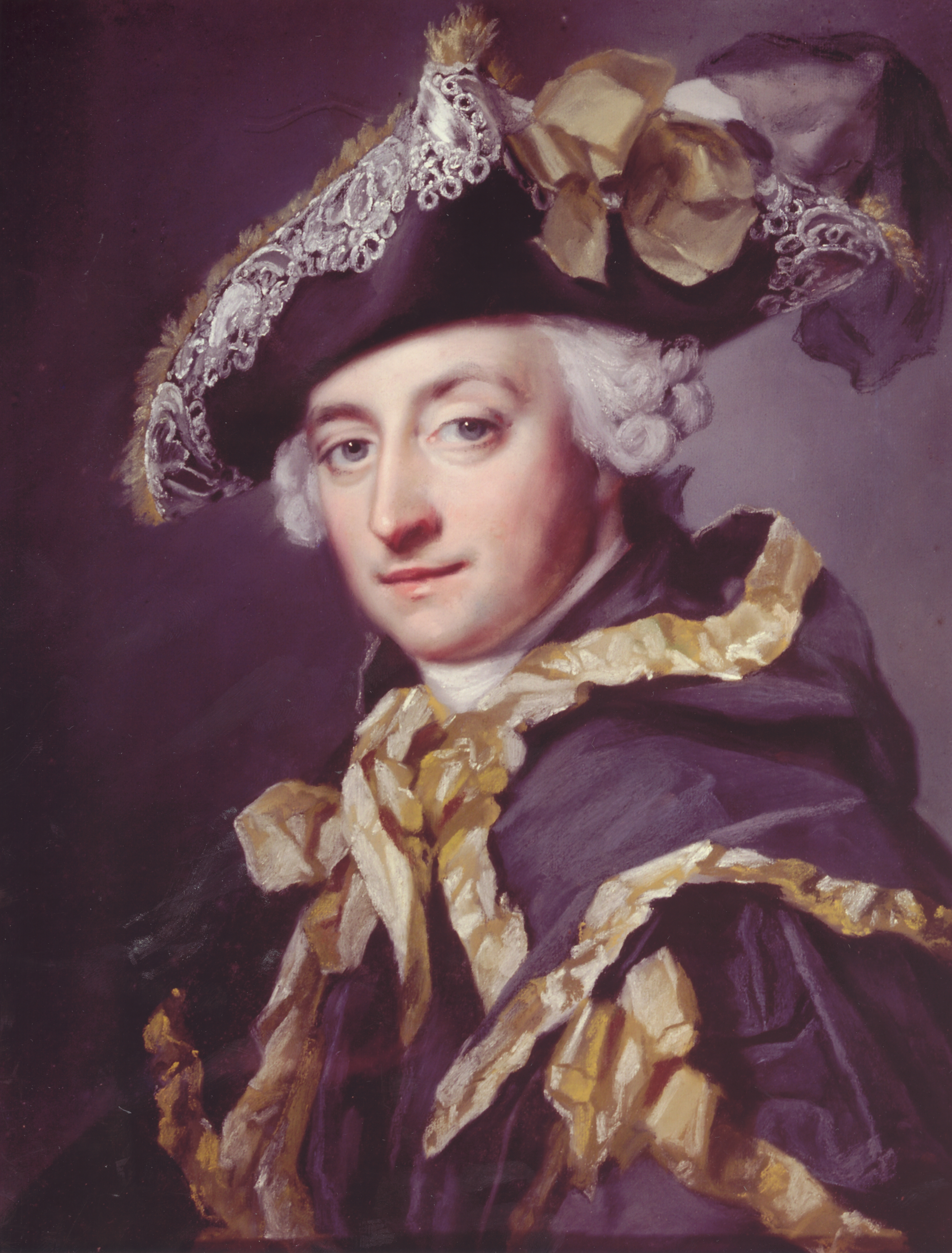
Richard Child, 1st Earl Tylney-パステル画 Lydiard Park, Swindon　蔵